# Гудзон, Генри
Сэр Ге́нри Гудзо́н (Ха́дсон) (англ. Henry Hudson; около 1565—1611?) — английский мореплаватель начала XVII века. Известен благодаря исследованиям территорий современной Канады и Северо-Востока США. Полагают, что он погиб в 1611 году в нынешнем Гудзоновом заливе в Канаде в результате бунта на корабле.

## Рождение и ранние годы
Детали рождения и юных лет Хадсона неизвестны. Некоторые источники утверждают, что Хадсон родился около 1565 года; по другой информации его рождение датируется 1570 годом, либо около 1550 года. По некоторым предположениям, родился 22 сентября 1570 года в Лондоне. По одной из версий, Хадсон много лет провёл в море, начиная свою карьеру как юнга и постепенно дослужился до звания капитана.

## Исследования
В 1607 году Московская торговая компания, одна из немногих английских компаний, имевших королевскую грамоту, наняла капитана Генри Гудзона на поиски северного пути в Азию. В то время район Арктики был полностью не изучен, и торговцы предполагали, что двигаясь на север, северо-восток или северо-запад, они найдут кратчайший путь к Азии. Гудзон вышел на корабле Халве Ман в Северный Ледовитый океан и взял курс на северо-запад. В начале июня он достиг восточного берега Гренландии и двинулся вдоль него в северном направлении, при этом составляя карту района. 20 июня корабль отошёл от берега и взял курс на восток, достигнув северной оконечности архипелага Шпицберген 17 июля. В этом месте корабль находился всего в 577 морских милях (1 100 км) от Северного полюса, и дальнейший путь преграждали льды. 31 июля Гудзон решил вернуться обратно в Англию. На обратном пути Гудзон, возможно, открыл остров Ян-Майен (по другим сведением, его позднее обнаружил голландский капитан, чьим именем он и назван).
В 1608 году Гудзон ещё раз попытался найти северный торговый путь, на этот раз двинувшись восточнее, но, достигнув архипелага Новая Земля, снова наткнулся на преграждающие путь льды и был вынужден вернуться. Этой предельной точки и прежде достигали другие корабли компании, но северный путь в Азию так и не был найден.
Гудзон желал продолжать поиски и нанялся в голландскую Ост-Индскую компанию. Эта компания также была чрезвычайно заинтересована найти северный путь, и для этих целей был снаряжён корабль «Халве Маан» (нидерл. Halve Maen), капитаном которого был назначен Гудзон.
В мае 1609 года корабль взял курс к Новой Земле, но, не дойдя до неё, был вынужден повернуть назад из-за недовольства команды. Вместо этого корабль поплыл на запад, пересёк Атлантический океан и в начале июля достиг отмели Большой Ньюфаундлендской банки у берегов острова Ньюфаундленд в Северной Америке. Затем 4 месяца было потрачено на исследование берегов Северной Америки. 11 сентября 1609 года был открыт остров Манхэттен. Также было исследовано и описано побережье современного штата Мэн и полуостров Кейп-Код. Несмотря на то, что эти земли впервые были открыты итальянским исследователем Джованни да Вераццано в 1524 году, Генри Гудзон стал первым европейцем, кто письменно запечатлел эти земли. Он также проплыл вверх по течению реки, ныне носящей его имя (Гудзон), до места, где сейчас расположена столица штата Нью-Йорк город Олбани (англ. Albany). Позднее в устье этой реки голландцы основали город Новый Амстердам, ставший затем городом Нью-Йорком. Полагают, что название острова Статен (нидерл. Staaten Eylandt) также дал Генри Гудзон в честь Генеральных штатов (Нидерландов), официального названия парламента Нидерландов того времени.
По возвращении в Англию, в Дартмут, Англия, 7 ноября 1609 года Гудзон был задержан властями, которые хотели получить доступ к его судовому журналу. Но так как Гудзон был нанят в голландскую компанию, он передал журнал голландскому послу в Англии, который отправил его вместе со своим отчётом в Амстердам. Тем не менее, Гудзон был вскоре освобождён.

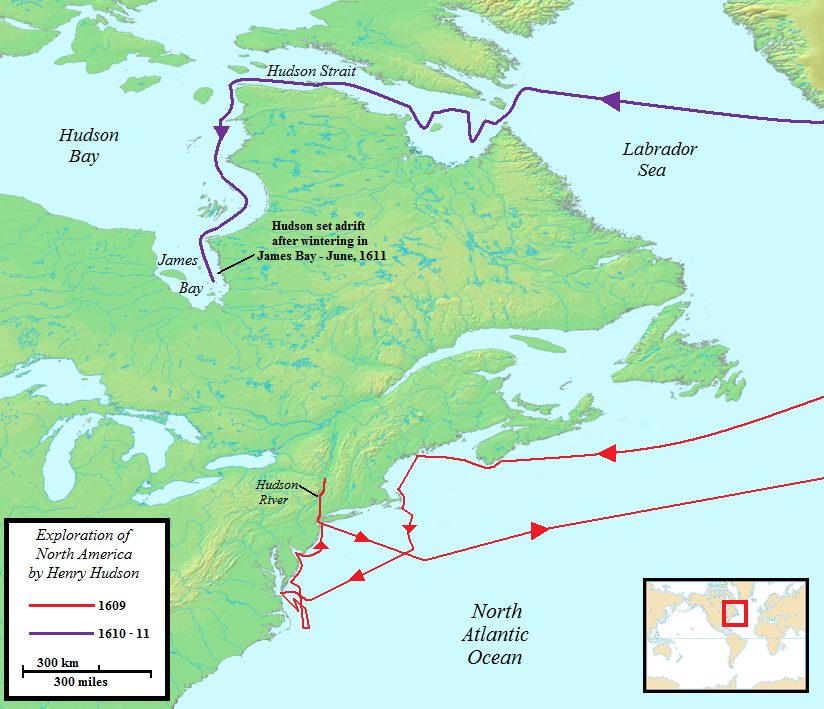
Карта экспедиций Генри Гудзона в Северную Америку.

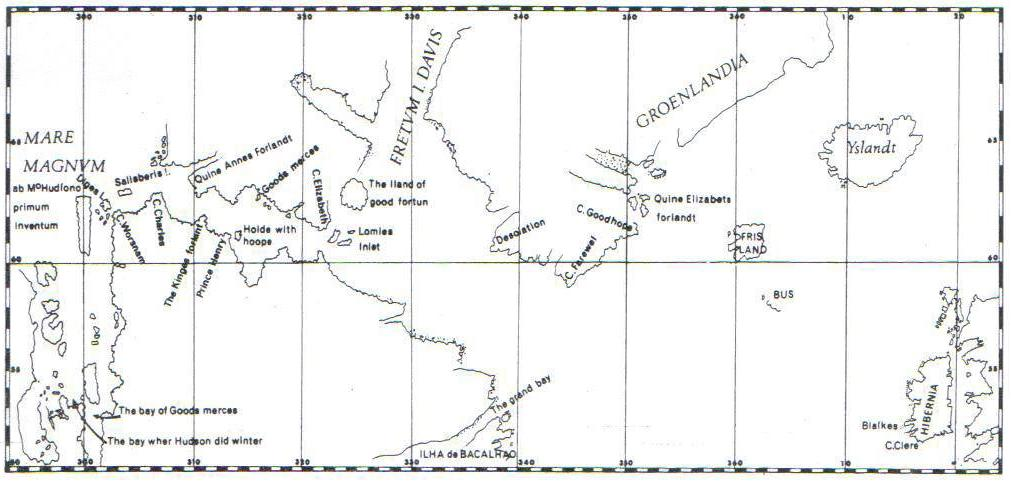
Карта четвёртой экспедиции Генри Гудзона, 1610—1611.

В 1610 году Гудзон снова отправляется в экспедицию на корабле «Дискавери» (англ. Discovery), на этот раз под английским флагом, будучи нанятым Вирджинской и Британской Ост-Индской компаниями. Он взял курс на север, прибыв к берегам Исландии 11 мая, затем 4 июня к южной Гренландии, потом обогнул её южную оконечность и взял курс на запад. Было сильное ощущение, что северный путь в Азию наконец-то найден. 25 июня путешественники достигли Гудзонова пролива к северу от Лабрадора. Двигаясь вдоль южного побережья пролива, 2 августа они вышли к заливу Гудзона. Следующие несколько месяцев Гудзон потратил на исследование и картографирование побережья Америки. В ноябре корабль застрял во льдах в заливе Джеймс, и команда была вынуждена сойти на берег на зимовку.

## Мятеж

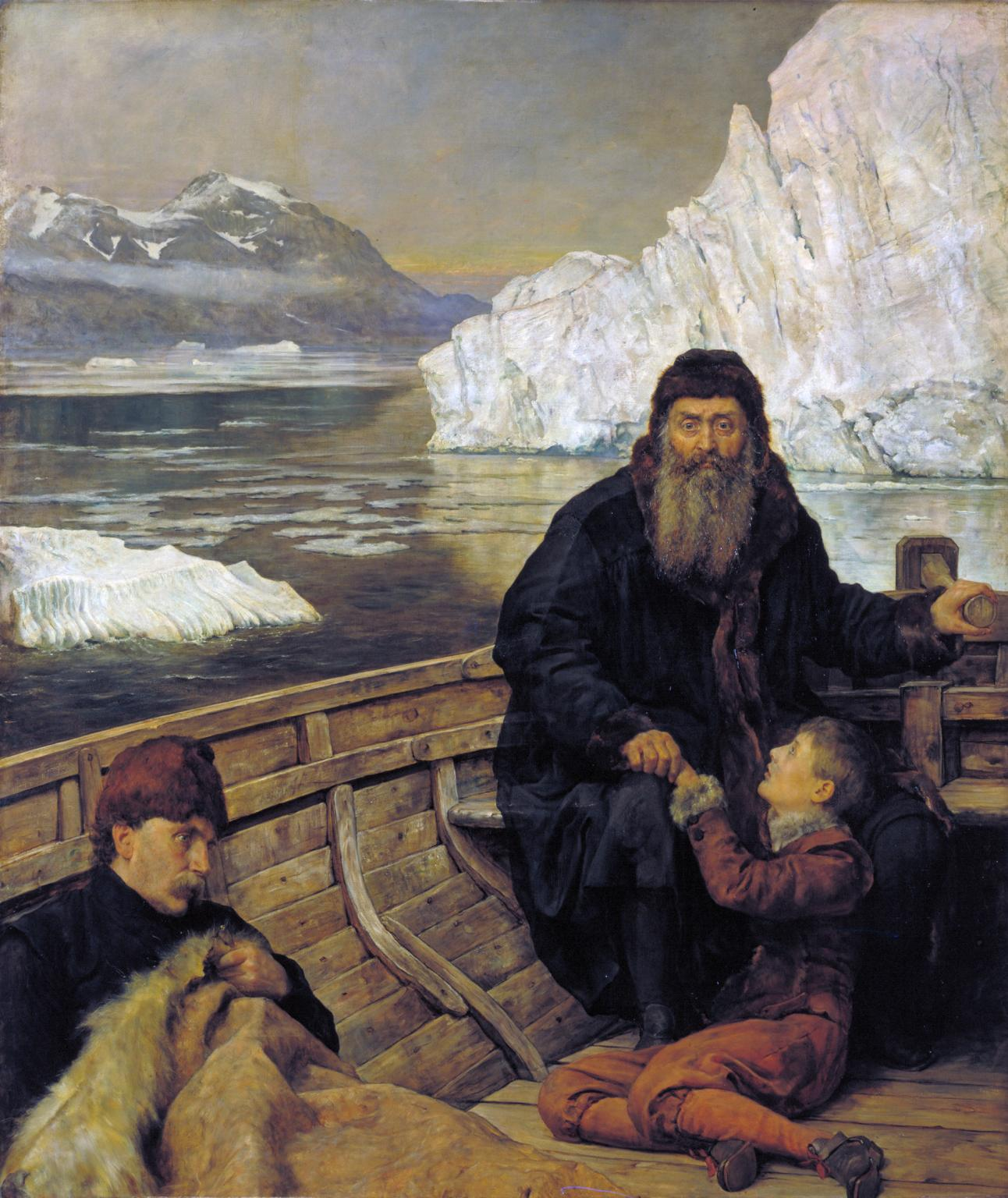
Картина Джона Кольера «Последнее путешествие Генри Гудзона»

Весной 1611 года, после того как путь был освобождён ото льда, Гудзон планировал возобновить исследования. Однако команда корабля взбунтовалась, требуя возврата домой. В июне 1611 года 8 человек из команды возвратились домой, предварительно высадив Гудзона, его сына и ещё 7 человек на гребную лодку, не оставив им воды и пищи. Больше о его судьбе достоверно ничего не известно. Последующие поиски, включая экспедицию Томаса Баттона в 1612 году, ничего не дали.

## Наследие
Морской залив, открытый Гудзоном, в два раза больше Балтийского моря; большое количество речных устьев открывает морской путь для западных частей Канады, не имеющих выхода к морю. Это позволило Компании Гудзонова залива более двух веков проводить прибыльную торговлю мехом вдоль контролируемых берегов и стать достаточно сильной, чтобы влиять на политику, в частности установление границ между американскими и английскими владениями в Северо-Западной Америке.
Гудзонов пролив стал входом в Арктику для всех судов, занятых поиском Северо-Западного пути из Атлантического океана.
Помимо вышеупомянутых залива и пролива, в честь Гудзона названы некоторые географические объекты в США: река Гудзон, округ Хадсон в штате Нью-Джерси, мост Генри Гудзона в Нью-Йорке, город Гудзон в штате Нью-Йорк.
Генри Гудзон, наряду с другими членами экипажа, изгнанными с корабля, появляется как персонаж в произведении Вашингтона Ирвинга «Рип ван Винкль».